# Ostoja Dylewskie Wzgórza
Ostoja Dylewskie Wzgórza este o arie protejată (sit de importanță comunitară — SCI) din Polonia întinsă pe o suprafață de 3.430,62 ha, integral pe uscat.

## Localizare
Centrul sitului Ostoja Dylewskie Wzgórza este situat la coordonatele 53°32′53″N 19°58′21″E / 53.548°N 19.9725°E.

## Înființare
Situl Ostoja Dylewskie Wzgórza a fost declarat sit de importanță comunitară în octombrie 2009 pentru a proteja 6 specii de animale.

## Biodiversitate
Situată în ecoregiunea continentală, aria protejată conține 9 habitate naturale: Păduri de stejar sau de stejar și carpen sub-atlantice și medio-europene de Carpinion betuli, Păduri de stejar și carpen Galio-Carpinetum, Mlaștini împădurite, Păduri aluvionare cu Alnus glutinosa și Fraxinus excelsior (Alno-Padion, Alnion incanae, Salicion albae), Păduri mixte riverane de Quercus robur, Ulmus laevis și Ulmus minor, Fraxinus excelsior sau Fraxinus angustifolia, de-a lungul marilor râuri (Ulmenion minoris), Lacuri și iazuri distrofice naturale, Mlaștini turboase de tranziție și turbării mișcătoare, Păduri de fag Luzulo-Fagetum, Păduri de fag Asperulo-Fagetum.
La baza desemnării sitului se află mai multe specii protejate:
- amfibieni (2): buhai de baltă cu burta roșie (Bombina bombina), triton cu creastă (Triturus cristatus)
- mamifere (1): liliac cârn (Barbastella barbastellus)
- pești (3): zvârluga (Cobitis taenia), zglăvoacă (Cottus gobio), Lampetra fluviatilis